# Euthalia soma
Euthalia soma är en fjärilsart som beskrevs av Felder 1867. Euthalia soma ingår i släktet Euthalia och familjen praktfjärilar. Inga underarter finns listade i Catalogue of Life.